# Road to Jerusalem
Road to Jerusalem er et dansk rockband, der blev dannet i København i 2016 af Per Møller Jensen og Michael Skovbakke. Kort efter sluttede amerikanske Josh Tyree og svenske Andreas Holma sig til bandet.

## Karriere
Bandet blev dannet i efteråret 2016 af Per Møller Jensen og Michael Skovbakke, hvorefter Josh Tyree fra USA og Andreas Holma fra Sverige kort efter også blev en del af bandet. Medlemmernes fortid ligger i bands som Invocator, The Haunted, Soilwork og Konkhra.
I marts 2018 udgav bandet sin selvbetitlede debutplade, Road To Jerusalem, på det svenske pladeselskab ViciSolum Records og tog umiddelbart efter på en kort turne i Europa for at promovere udgivelsen. De spillede i august 2018 blandt andet ved Made in Esbjerg og ved Rock på kasernen i Næstved.

## Musikalsk stil
Musikken kan beskrives som hård melodisk rock. Lyden er organisk og dynamisk tung rock med et touch af jazz og blues.[kilde mangler]

## Medlemmer
- Per Møller Jensen (trommer)[4]
- Michael Skovbakke (guitar)[4]
- Josh Tyree (vokal)[4]
- Andreas Holma (bas)[4]

## Diskografi
- Road To Jerusalem (2018)